# کوونوچونتاوگ (رود آیلند)
کوونوچونتاوگ (به انگلیسی: Quonochontaug) شهری در ایالت رود آیلند کشور ایالات متحده آمریکا است که جمعیت آن در سرشماری سال ۲۰۱۰ میلادی، ۳۳۳ نفر بوده‌است.